# (200140) 1997 WH22
(200140) 1997 WH22 es un asteroide perteneciente al cinturón de asteroides, descubierto el 28 de noviembre de 1997 por el equipo del Beijing Schmidt CCD Asteroid Program desde la Estación Xinglong, Hebei, China.

## Designación y nombre
Designado provisionalmente como 1997 WH22.

## Características orbitales
1997 WH22 está situado a una distancia media del Sol de 3,069 ua, pudiendo alejarse hasta 4,073 ua y acercarse hasta 2,066 ua. Su excentricidad es 0,326 y la inclinación orbital 11,56 grados. Emplea 1964,65 días en completar una órbita alrededor del Sol.

## Características físicas
La magnitud absoluta de 1997 WH22 es 15,1. Tiene 5,760 km de diámetro y su albedo se estima en 0,049.